# Прапор Болградського району
Пра́пор Болгра́дського райо́ну — офіційний символ Болградського району Одеської області, затверджений 23 квітня 2009 року рішенням сесії Болградської районної ради.

## Опис
Прапор являє собою прямокутне полотнище, що має співвідношення сторін 2:3 та поділене вертикально на три рівновеликі смуги: жовту, білу та червону. У центрі знаходиться герб району, що має вигляд червоного щита, на якому зображено золота горизонтальна зубчаста балка, під якою розташовано срібні млин, фруктове дерево та виноградна лоза, а над якою розміщено три срібні лілеї в ряд.